# 1898
1898 (MDCCCXCVIII) byl rok, který dle gregoriánského kalendáře započal sobotou.

## Události

### Česko
- 12. března – při sesuvu půdy v obci Klapý bylo zničeno 32 domů včetně školy[1][2]
- 19. května – Při potopení parníku František Josef I. v Praze zahynuli tři lidé.[3]
- 9. července – vzniklo Tiskařské družstvo Národně sociální strany, pozdější nakladatelství Melantrich.
- 13. srpna – Na železniční trati Telč – Kostelec u Jihlavy zahájen pravidelný provoz pro veřejnost.
- 22. prosince – zprovozněna železniční trať Havlíčkův Brod – Žďár nad Sázavou
- 31. prosince – obec Nusle u Prahy povýšena císařem Františkem Josefem I. na město
- byl předveden na výstavě architektury a inženýrství „Český kinematograf“ Jana Kříženeckého
- byl rozebrán pražský most císaře Františka I. přes Vltavu

### Předlitavsko
- 5. března – nastupuje vláda Franze Thuna (do 2. října 1899)

### Svět

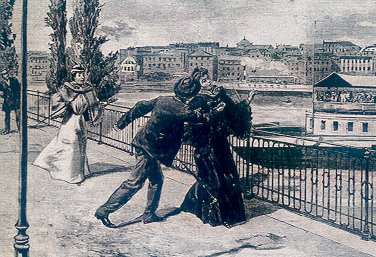
Atentát na císařovnu Alžbětu Bavorskou

- 12. února – anglický obchodník Henry Lindfield se stal prvním řidičem, který zahynul při dopravní nehodě.[4]
- 15. února – potopení americké válečné lodi USS Maine (ACR-1) v havanském přístavu
- 7 – 9. května – při nepokojích v Miláně zahynulo 118–400 lidí[5]
- 9. června – Čína na 99 let pronajala Hongkong Velké Británii
- 12. června – Filipíny vyhlásily nezávislost
- 4. července – 565 lidí zahynulo při potopení francouzské lodi La Bourgogne u Kanady
- 10. září – italský anarchista Luigi Lucheni zavraždil císařovnu Alžbětu Bavorskou v Ženevě[6]
- 10. prosince – Pařížská mírová smlouva – konec španělsko-americké války, Španělsko uznalo ztrátu svých kolonií v Karibiku
  - Kuba získala nezávislost, ale do 20. května 1902 byla spravována USA
- USA obsadily Havajské ostrovy
- Fašodská krize – střet Francie a vítězné Anglie o nadvládu o horní Nil

### Probíhající události
- 1881–1899 – Mahdího povstání

## Vědy a umění
- Objeveny prvky krypton, neon, xenon (William Ramsay), polonium a radium (Marie Curie-Skłodowská)
- na Niagarských vodopádech byla uvedena do provozu první velká vodní elektrárna

## Knihy
- Jules Verne – Na vlnách Orinoka
- Karel May – V Říši stříbrného lva
- Herbert George Wells – Válka světů

## Narození

### Česko

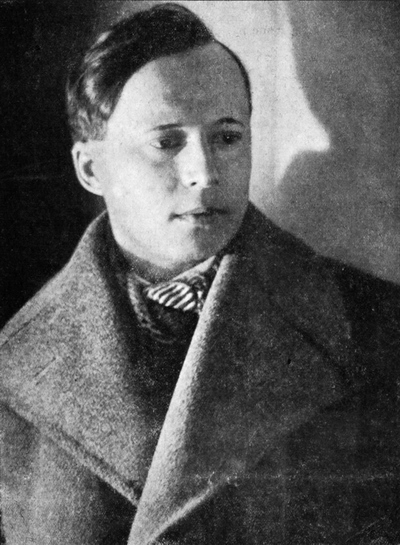
Konstantin Biebl (* 26. února)

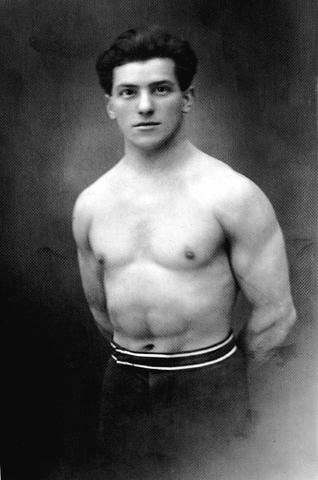
Bedřich Šupčík (* 22. října)

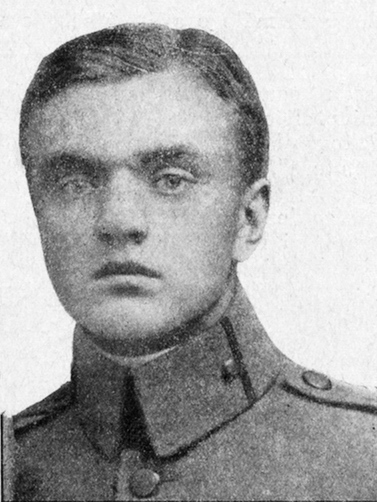
Jiří Haussmann (* 30. října)

- 1. ledna – Viktor Ullmann, hudební skladatel, pianista a dirigent († 17. října 1944)
- 12. ledna – Gustav Haloun, sinolog († 24. prosince 1951)
- 19. ledna – Václav Vích, kameraman († 14. září 1966)
- 24. ledna – Karl Hermann Frank, sudetoněmecký státní ministr pro Čechy a Moravu († 22. května 1946)
- 27. ledna
  - Karel Štika, malíř a grafik († 23. října 1975)
  - Emil Burejsa, hudební skladatel a varhaník († ?)
- 3. února – František Dobiáš, malíř († 1982)
- 19. února – Václav Wasserman, filmový herec, režisér a scenárista († 28. ledna 1967)
- 20. února – Staša Jílovská, novinářka, redaktorka, překladatelka († 8. července 1955)
- 26. února – Konstantin Biebl, básník († 12. listopadu 1951)
- 7. března
  - Eduard Outrata, ekonom, ministr exilové vlády († 8. června 1958)
  - Jan Antonín Baťa, podnikatel a ekonom († 23. srpna 1965)
  - Marta Jirásková, sochařka († 6. března 1981)
- 16. března – Alžběta Birnbaumová, historička umění a spisovatelka († 18. listopadu 1967)
- 20. března – Evžen Linhart, architekt († 29. prosince 1949)
- 22. března – Ludmila Macešková, spisovatelka († 3. května 1974)
- 3. dubna – Petr Den, právník, diplomat, esejista a publicista († 9. září 1970)
- 4. dubna – Jan Lauda, sochař († 11. března 1959)
- 19. dubna – Hynek Baťa, koželuh a ředitel Baťových závodů († 1. dubna 1968)
- 24. dubna – Jaroslav Průcha, herec a režisér († 25. dubna 1963)
- 28. dubna – František Paul, herec, zpěvák, režisér a hudebník († 8. listopadu 1976)
- 5. května – Zdeněk Podlipný, herec a režisér († 23. července 1946)
- 8. května – Bedřich Piskač, malíř († 26. března 1929)
- 14. května – Alois Wachsman, malíř, scénograf a architekt († 16. května 1942)
- 17. května – Antonín Modr, hudební vědec a skladatel († 22. dubna 1983)
- 20. května – František Němec, politik, exilový ministr († 19. března 1963)
- 21. května – Karel Hába, hudební skladatel, sbormistr a violista († 21. listopadu 1972)
- 23. května – Bedřich Andres, profesor občanského práva († 23. srpna 1960)
- 24. května – Meda Valentová, herečka († 12. prosince 1973)
- 30. května – Čeněk Torn, politik († 15. února 1980)
- 4. června – Josef Chaloupka, básník a novinář († 24. ledna 1954)
- 5. června – Ladislav Hosák, historik († 3. listopadu 1972)
- 11. června – Anton Bruder, grafik a malíř († 17. února 1983)
- 22. června – Amálie Kutinová, spisovatelka († 30. března 1965)
- 3. července – Věra Jičínská, malířka († 27. března 1961)
- 5. července – Metoděj Prajka, lidový muzikant, hudební skladatel a kapelník († 7. února 1962)
- 12. července – Karel Tihelka, archeolog († 16. července 1973)
- 7. srpna – Božena Kamenická, lidová léčitelka a bylinkářka († 5. září 1996)
- 22. srpna – Jaroslav Černý, egyptolog († 29. května 1970)
- 24. srpna – Marie Moravcová, členka Dobrovolných sester Československého červeného kříže a odbojářka († 17. června 1942)
- 30. srpna – Vladimír Raffel, spisovatel a psychiatr († 10. února 1967)
- 19. září – Antonín Kaliba, reprezentační fotbalový brankář († 3. října 1936)
- 24. září – Zdeněk Kolářský, houslista a houslový pedagog († 24. prosince 1989)
- 5. října – Karel Stránský, právník a sokolský funkcionář († 14. dubna 1978)
- 10. října – Ferenc Szedlacsek, fotbalový reprezentant († 14. listopadu 1973)
- 18. října – Bedřich Spáčil, profesor finančního práva a politik († 24. července 1974)
- 21. října – Bolek Prchal, herec († 19. září 1949)
- 22. října – Bedřich Šupčík, sportovní gymnasta, první československý olympijský vítěz († 11. července 1957)
- 25. října – Karel Anton, herec, scenárista, režisér a producent († 12. dubna 1979)
- 28. října – František Běhounek, fyzik a spisovatel († 1. ledna 1973)
- 30. října – Jiří Haussmann, spisovatel († 7. ledna 1923)
- 3. listopadu – Karel Mareš, první velitel 311. československé bombardovací perutě RAF († 18. června 1960)
- 15. listopadu
  - Vojtěch Vanický, architekt († 31. srpna 1983)
  - František Čůta, analytický chemik († 15. března 1986)
- 22. listopadu – Miroslav Josef Krňanský, filmový režisér, kameraman, scenárista i herec († 20. srpna 1961)
- 25. listopadu – Jan Černohorský, právník, šermíř a olympionik († 1. listopadu 1976)
- 26. listopadu – Josef Jirsík, zoolog a ornitolog († 30. prosince 1956)
- 1. prosince – Jan Plichta, violista, dirigent, hudební pedagog a trampský písničkář († 24. října 1969)
- 8. prosince – František Hradil, hudební skladatel, kritik, pedagog a publicista († 29. srpna 1980)
- 11. prosince – František Škvor, dirigent a hudební skladatel († 21. května 1970)
- 19. prosince – Otakar Mrkvička, malíř, ilustrátor a karikaturista († 20. listopadu 1957)
- 21. prosince – Jan Plesl, politik, oběť komunismu († 21. srpna 1953)
- 25. prosince – Jaroslav Fragner, architekt a malíř († 3. ledna 1967)
- 29. prosince – Jan Čarek, spisovatel († 27. března 1966)
- 31. prosince – Pavel Strádal, popularizátor vědy, spisovatel a amatérský fotograf († 11. dubna 1971)

### Svět
- 2. ledna

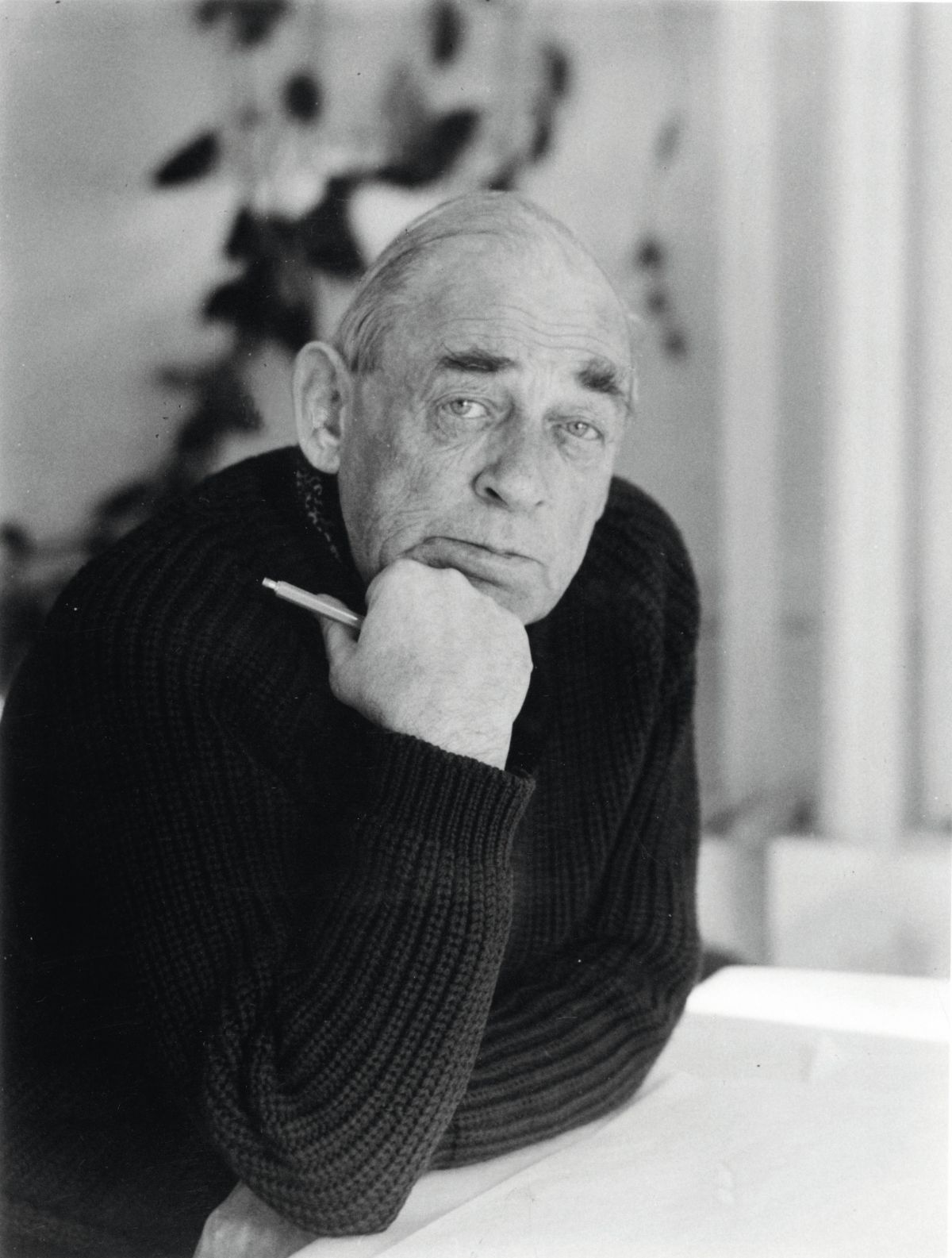
Alvar Aalto ((* 3. února)

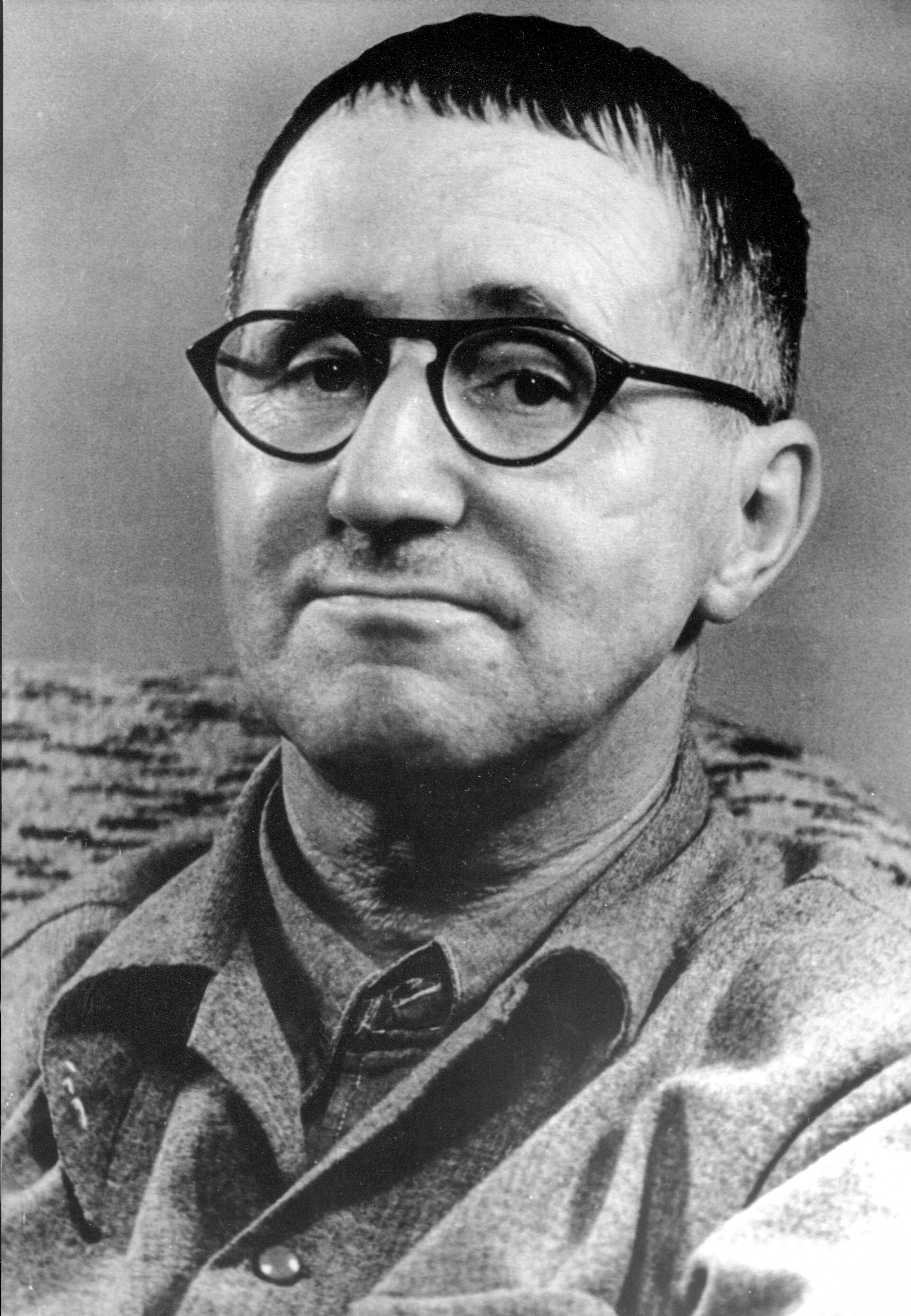
Bertolt Brecht (* 10. února)

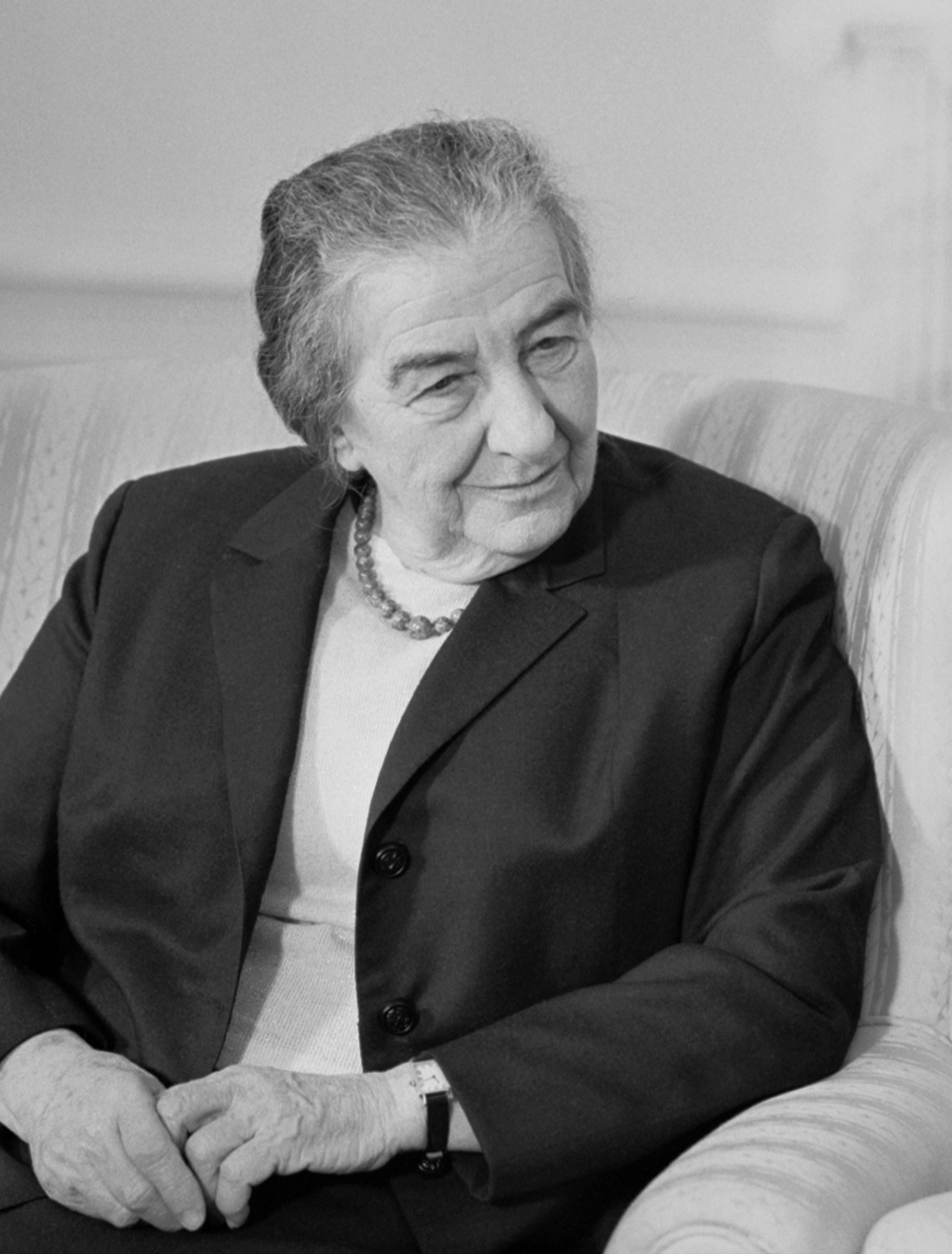
Golda Meirová (* 3. května)

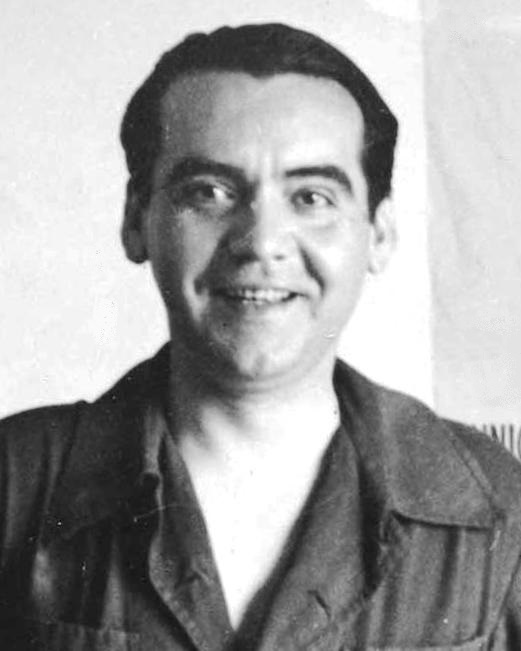
Federico García Lorca (* 5. června)

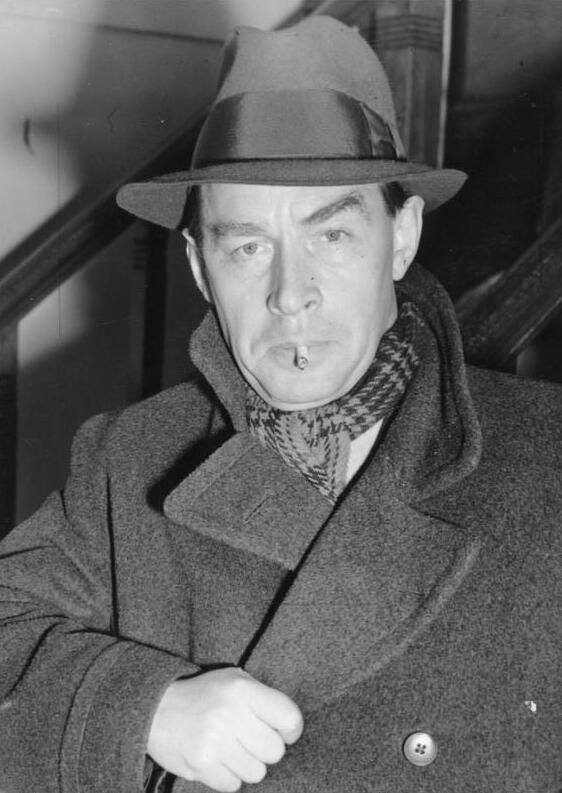
Erich Maria Remarque (* 22. června)

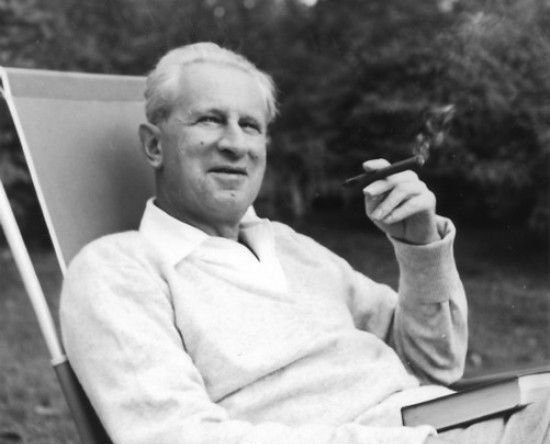
Herbert Marcuse (* 19. července)

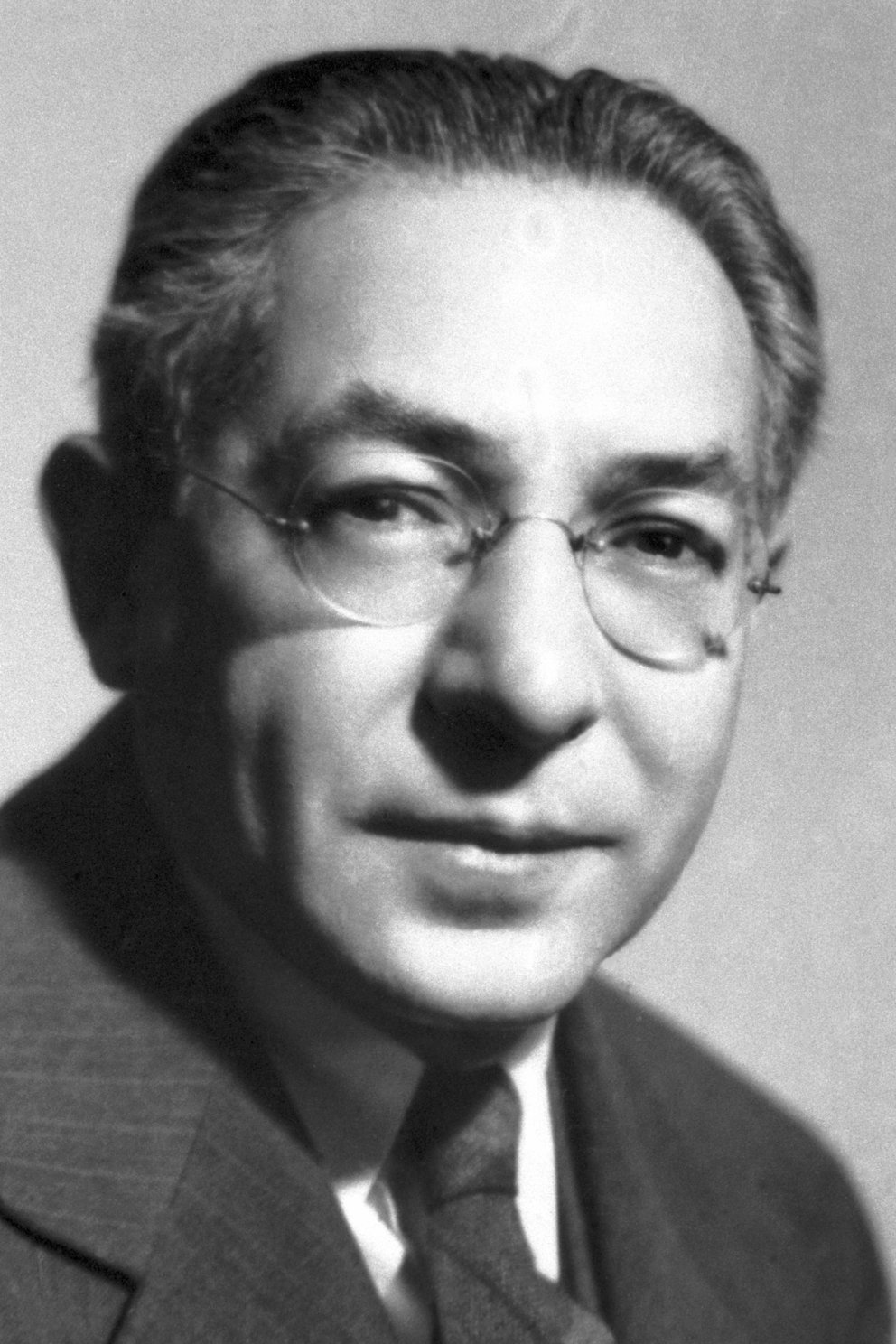
Isidor Isaac Rabi (* 29. července)

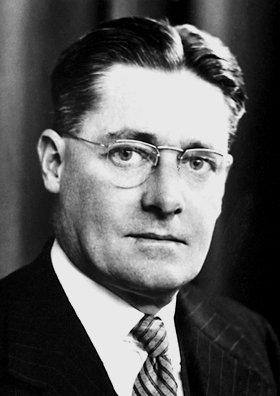
Howard Walter Florey (* 24. září)

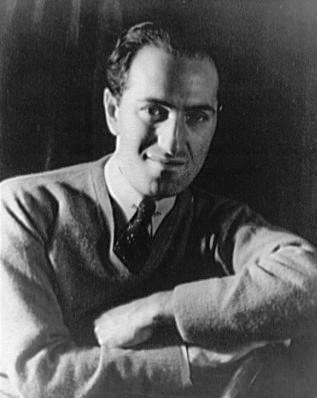
George Gershwin (* 26. září)

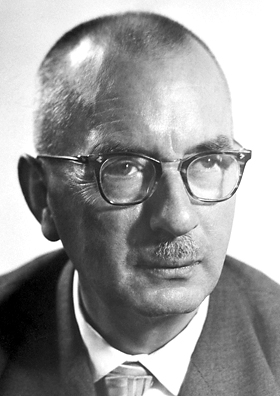
Karl Ziegler (* 26. listopadu)

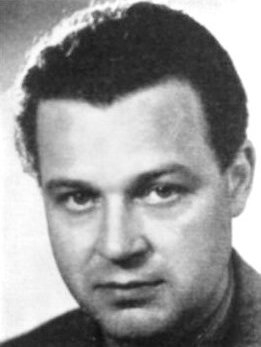
Gunnar Myrdal (* 6. prosince)

  - Franz Büchner, německý stíhací pilot († 18. března 1920)
  - Roald Larsen, norský rychlobruslař († 28. července 1959)
- 3. ledna – Luis Carlos Prestes, generální tajemník Brazilské komunistické strany († 7. března 1990)
- 9. ledna – Karl Anton Rohan, rakouský politický spisovatel a publicista († 17. března 1975)
- 13. ledna – El'azar Menachem Man Šach, jeden z vůdčích charedi rabínů († 2. listopadu 2001)
- 18. ledna – Jovan Kršić, bosenský literární kritik, kulturní historik a překladatel († 24. července 1941)
- 21. ledna
  - Ahmad Šáh, perský šáh z rodu Kádžárovců († 27. února 1930)
  - Rudolph Maté, polský filmový režisér a kameraman († 27. října 1964)
- 23. ledna – Sergej Michajlovič Ejzenštejn, ruský režisér († 11. února 1948)
- 25. ledna – Joachim Wach, německý religionista, orientalista a historik náboženství († 27. srpna 1955)
- 3. února – Alvar Aalto, finský architekt († 11. května 1976)
- 10. února
  - Bertolt Brecht, německý dramatik, divadelní teoretik a režisér († 14. srpna 1956)
  - Joseph Kessel, francouzský novinář a spisovatel († 23. července 1979)
- 11. února – Leó Szilárd, americký fyzik maďarského původu († 30. května 1964)
- 14. února
  - Aksel Fredrik Airo, finský generál († 9. května 1985)
  - Fritz Zwicky, americký astronom († 8. února 1974)
- 15. února
  - Totò, italský komik a zpěvák († 15. dubna 1967)
  - Allen Woodring, americký sprinter, olympijský vítěz v běhu na 200 metrů z roku 1920 († 15. listopadu 1982)
- 18. února – Enzo Ferrari, italský automobilový závodník, zakladatel automobilky Ferrari († 14. srpna 1988)
- 20. února – Christian ze Schaumburg-Lippe, německý princ a šlechtic († 13. července 1974)
- 24. února – Alois Podhajsky, rakouský olympijský medailista v drezuře († 23. května 1973)
- 27. února – Şehzade Ömer Faruk, osmanský princ a syn sultána Abdulmecida II. († 28. března 1969)
- 28. února
  - Hugh O'Flaherty, irský kněz, vatikánský diplomat a bojovník proti nacismu († 30. října 1963)
  - Zeid bin Husajn, irácký princ z arabské dynastie Hášimovců († 18. října 1970)
- 3. března
  - Emil Artin, rakouský matematik († 20. prosince 1962)
  - Aenne Biermann, německá fotografka († 14. ledna 1933)
- 4. března – Georges Dumézil, francouzský lingvista a religionista (†11. října 1986)
- 4. března – Hans Krebs, Generál pěchoty a náčelník štábu OKH († 2. května 1945)
- 5. března
  - Sung Mej-ling, čínská politička, manželka generalissima Čankajška († 23. října 2003)
  - Čou En-laj, premiér ČLR a jeden z nejvěrnějších společníků Mao Ce-tunga († 8. ledna 1976)
- 10. března – Wavell Wakefield, anglický ragbista († 12. srpna 1983)
- 14. března – Karl Burk, generál Waffen-SS († 23. září 1963)
- 6. března – Magnus Goodman, kanadský hokejista, člen hokejové síně slávy († 18. července 1991)
- 22. března – Juan Di Sandro, italsko-argentinský reportážní fotograf († 22. června 1988)
- 1. dubna – William James Sidis, americký matematický a jazykový génius († 17. července 1944)
- 3. dubna
  - Michel de Ghelderode, belgický spisovatel († 1. dubna 1962)
  - Nikola Šuhaj, podkarpatský zbojník († 16. srpna 1921)
- 4. dubna – Július Tatár, slovenský filatelista, fotograf a amatérský entomolog († 23. března 1987)
- 8. dubna
  - Terezie Neumannová, katolická mystička († 18. září 1962)
  - Achille Van Acker, premiér Belgie († 10. června 1975)
- 9. dubna – Paul Robeson, americký herec, sportovec, zpěvák a spisovatel († 23. ledna 1976)
- 21. duben – Eero Lehtonen, finský olympijský vítěz v pětiboji († 9. listopadu 1959)
- 24. dubna – André Charlet, francouzský hokejový brankář, zlato na ME 1924 († 24. listopadu 1930)
- 26. dubna – Vicente Aleixandre, španělský básník († 14. prosince 1984)
- 30. dubna – Johan Richthoff, švédský zápasník, zlato na OH 1924 († 1. října 1983)
- 1. května – Władysław Goral, biskup lublinský, katolický blahoslavený († duben 1945)
- 3. května – Golda Meirová, ministerská předsedkyně Izraele († 8. prosince 1978)
- 5. května – Blind Willie McTell, americký bluesový zpěvák, kytarista, skladatel a kazatel († 19. srpna 1959)
- 6. května – Konrad Henlein, sudetoněmecký politik a vůdce separatistického hnutí († 10. května 1945)
- 8. května – Aloysius Stepinac, chorvatský kardinál, arcibiskup Záhřebu († 10. února 1960)
- 9. května – Julius Evola, italský filosof a spisovatel († 11. června 1974)
- 10. května
  - Georg Johansson-Brandius, švédský hokejista († 20. dubna 1964)
  - Ada Blackjack, inuitka, která dva roky žila jako trosečnice na neobydleném Wrangelově ostrově († 29. března 1983)
- 13. května – Babe Dye, kanadský hokejista, člen hokejové síně slávy († 3. ledna 1962)
- 16. května
  - Ľudovít Jakubóczy, slovenský herec († 1. května 1954)
  - Tamara de Lempicka, polská malířka († 18. března 1980)
- 23. května – Scott O'Dell, americký spisovatel († 15. října 1989)
- 25. května – Gustav Regler, německý spisovatel a novinář († 14. ledna 1963)
- 27. května – Alberto Hemsi, sefardský hudební skladatel a muzikolog († 8. října 1975)
- 31. května – Norman Vincent Peale, americký protestantský kazatel a spisovatel († 24. prosince 1993)
- 5. června – Federico García Lorca, španělský básník a dramatik († 19. srpna 1936)
- 6. června – Walter Abel, americký herec († 26. března 1987)
- 9. června
  - Luigi Fagioli, italský pilot Formule 1 († 20. června 1952)
  - Curzio Malaparte, italský spisovatel a novinář († 19. července 1957)
- 10. června – Marie Augusta Anhaltská, dcera vévody Eduarda Anhaltského († 22. května 1983)
- 14. června – Silvestr Braito, katolický kněz, teolog, básník, publicista a překladatel († 25. září 1962)
- 17. června – M. C. Escher, nizozemský výtvarník († 27. března 1972)
- 18. června – Moše Štekelis, izraelský archeolog († 14. března 1967)
- 19. června – Helen Grace Carlisle, americká spisovatelka († duben 1968)
- 22. června – Erich Maria Remarque, německý spisovatel († 25. září 1970)
- 24. června – Pia Leśniewska, 2. generální představená Kongregace sester uršulinek Srdce Ježíše Umírajícího († 1. července 1993)
- 26. června
  - Big Bill Broonzy, americký bluesový zpěvák, kytarista a skladatel († 15. srpna 1958)
  - Willy Messerschmitt, německý letecký konstruktér († 15. září 1978)
- 27. června – Tibor Harsányi, maďarsko-francouzský hudební skladatel († 19. září 1954)
- 30. června – Friedl Dicker-Brandeisová, rakouská výtvarnice († 9. října 1944)
- 10. července – Heinrich Jöckel, velitel věznice Malá pevnost Terezín († 26. října 1946)
- 13. července – Julius Schreck, první velitel SS († 16. května 1936)
- 14. července – Harry Watson, kanadský hokejista, zlato na OH 1924 († 11. září 1957)
- 17. července – Berenice Abbottová, americká fotografka († 9. prosince 1991)
- 19. července
  - Etienne Decroux, francouzský herec a mim († 12. března 1991)
  - Herbert Marcuse, americký filosof a sociolog († 29. července 1979)
- 20. července – Leopold Infeld, polský teoretický fyzik († 15. ledna 1968)
- 22. července – Alexander Calder, americký sochař a výtvarník († 11. listopadu 1976)
- 23. července – František Komzala, slovenský a československý politik († 9. července 1980)
- 26. července – Frank Sullivan, kanadský hokejista, zlato na OH 1928 († 8. ledna 1989)
- 29. července – Isidor Isaac Rabi, americký fyzik, Nobelova cena za fyziku 1944 († 11. ledna 1988)
- 30. července – Henry Moore, anglický sochař († 31. srpna 1986)
- 2. srpna – Karolina Kózka, polská mučednice, blahoslavená († 18. listopadu 1914)
- 5. srpna – Piero Sraffa, italský ekonom († 3. září 1983)
- 11. srpna
  - Peter Mohr Dam, faerský premiér († 8. listopadu 1968)
  - Karolina Lanckorońska, polská historička umění, odbojářka († 25. srpna 2002)
- 13. srpna – Jean Borotra, francouzský tenista († 17. června 1994)
- 14. srpna – Ernst Kyburz, švýcarský zápasník, zlato na OH 1928 († 16. října 1983)
- 15. srpna – Hans Feibusch, německý malíř a sochař († 18. července 1998)
- 17. srpna – Matvěj Vasiljevič Zacharov, sovětský generál († 31. ledna 1972)
- 20. srpna – Julius Schaub, pobočník Adolfa Hitlera, zakladatel SS († 27. prosince 1967)
- 22. srpna
  - Frank Loomis, americký olympijský vítěz v běhu na 400 metrů překážek z roku 1920 († 4. dubna 1971)
  - Dmitrij Medvěděv, ruský partyzánský velitel a spisovatel († 14. prosince 1954)
  - Henryk Łowmiański, polský historik († 4. září 1984)
  - Alexander Calder, americký sochař a výtvarník († 11. listopadu 1976)
- 30. srpna – Shirley Boothová, americká herečka († 16. října 1992)
- 2. září – Alfons Gorbach, kancléř Rakouska v letech 1961–1964 († 31. července 1972)
- 9. září – Arkadij Šajchet, sovětský novinářský fotograf († 18. listopadu 1959)
- 12. září
  - Hermann Höfle, německý generál, velitel vojsk potlačujících Slovenské národní povstání († 9. prosince 1947)
  - Ben Shahn, americký novinářský fotograf († 14. března 1969)
- 16. září – Chajim Hazaz, izraelský spisovatel († 24. března 1973)
- 17. září – Trofim Lysenko, sovětský agronom († 20. listopadu 1976)
- 19. září – Giuseppe Saragat, 5. prezident Itálie († 11. června 1988)
- 22. září – Robert Gordon Wasson, americký spisovatel, bankéř a amatérský biolog († 23. prosince 1986)
- 23. září – Jadwiga Smosarska, polská divadelní a filmová herečka († 1. listopadu 1971)
- 24. září – Howard Walter Florey, australský farmakolog, Nobelova cena za fyziologii a medicínu 1945 († 21. února 1968)
- 26. září
  - George Gershwin, americký hudební skladatel († 11. července 1937)
  - Leonard Read, americký ekonom († 14. května 1983)
  - Karina Bell, dánská herečka. († 5. června 1979)
- 29. září – Fjodor Isidorovič Kuzněcov, sovětský vojevůdce († 22. března 1961)
- 5. října – Nachum Gutman, izraelský malíř, sochař, spisovatel († 28. listopadu 1980)
- 10. října
  - Marie Pierre Kœnig, francouzský generál († 2. září 1970)
  - Eugen Wüster, rakouský jazykovědec († 29. března 1977)
- 15. října – Boughera El Ouafi, alžírský maratonec, olympijský vítěz z roku 1928 († 18. října 1959)
- 19. října – Mieczysław Szczuka, polský avantgardní umělec († 13. srpna 1927)
- 21. října
  - Paul Brunton, britský filosof, mystik, a cestovatel († 27. července 1981)
  - Eduard Pütsep, estonský zápasník, zlato na OH 1924 († 22. srpna 1960)
- 22. října
  - Dámaso Alonso, španělský básník († 24. ledna 1990)
  - Marcel Mihalovici, rumunsko-francouzský hudební skladatel († 12. srpna 1985)
- 23. října – Werner Scholz, německý malíř († 5. září 1982)
- 9. listopadu – Owen Barfield, britský jazykovědec, filosof a spisovatel († 14. prosince 1997)
- 11. listopadu – René Clair, francouzský filmový režisér a spisovatel († 15. března 1981)
- 12. listopadu – Leon Štukelj, jugoslávský gymnasta, zlatý olympionik († 8. listopadu 1999)
- 18. listopadu – Joris Ivens, nizozemský režisér († 28. července 1989)
- 20. listopadu
  - Wiktor Niemczyk, polský evangelický teolog († 18. listopadu 1980)
  - Hasso von Wedel, nacistický generál († 3. ledna 1961)
  - Richmond Landon, americký olympijský vítěz ve skoku do výšky 1920 († 13. června 1971)
- 21. listopadu – René Magritte, belgický malíř († 15. srpna 1967)
- 23. listopadu – Rodion Jakovlevič Malinovskij, maršál Sovětského svazu († 31. března 1967)
- 24. listopadu – Liou Šao-čchi, čínský komunistický politik († 12. listopadu 1969)
- 25. listopadu – Štefan Haščík, československý politik a ministr obrany Slovenského státu († 1985)
- 26. listopadu
  - Héctor Scarone, uruguayský fotbalista († 4. dubna 1967)
  - Karl Ziegler, německý chemik, Nobelova cena za chemii 1963 († 12. srpna 1973)
- 28. listopadu
  - John Wishart, skotský matematik a zemědělský statistik († 14. července 1956)
  - Walther von Hünersdorff, německý generál wehrmachtu († 17. července 1943)
- 29. listopadu – Clive Staples Lewis, irský spisovatel († 22. listopadu 1963)
- 3. prosince – Fritz Steuben, německý spisovatel († 4. června 1981)
- 6. prosince
  - Alfred Eisenstaedt, americký fotograf († 24. srpna 1995)
  - Gunnar Myrdal, švédský ekonom a politik († 17. května 1987)
- 11. prosince – Wilhelm Keilhaus, nacistický generál († 10. ledna 1977)
- 14. prosince – Alexander Langsdorff, německý archeolog a vůdce SS († 15. března 1946)
- 16. prosince – Ján Smrek, slovenský básník († 8. prosince 1982)
- 28. prosince – Carl-Gustav Arvid Rossby, americký meteorolog († 19. srpna 1957)
- 31. prosince
  - István Dobi, předseda vlády a prezident Maďarska († 24. listopadu 1968)
  - Elijahu Dobkin, vůdčí osoba hnutí dělnického sionismu († 26. října 1976)
  - Nikolaj Dmitrijevič Jakovlev, sovětský vojevůdce, maršál dělostřelectva († 9. května 1972)
  - Zalman Šragaj, izraelský politik a starosta Jeruzaléma († 2. září 1995)
- ? – Digby George Gerahty, anglický spisovatel († 1981)

## Úmrtí

### Česko

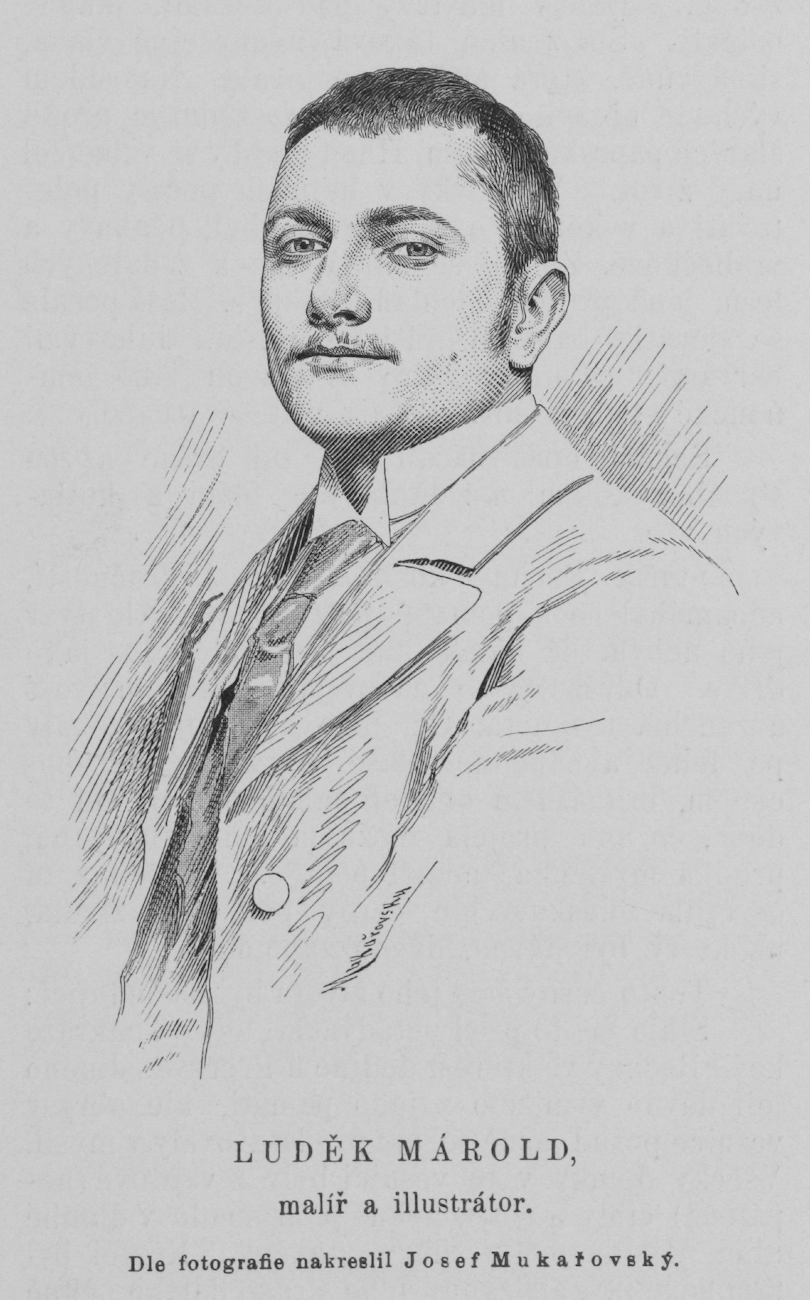
Luděk Marold († 1. prosince)

- 2. ledna – Marie Bittnerová, herečka (* 10. února 1854)
- 4. ledna – František Pivoda, hudební pedagog a kritik (* 19. října 1824)
- 22. ledna – Wilhelm Mayer, právník, hudební skladatel a pedagog (* 10. června 1831)
- 4. února – Emanuel Pötting-Persing, šlechtic, katolický kněz, mecenáš (* 25. října 1819)
- 20. února – Ferdinand Kocourek, spoluautor české poštovní terminologie (* 15. října 1848)
- 24. února – Antonín Váňa, překladatel z francouzštiny (* 29. června 1868)
- 25. února – Eduard Hořovský, báňský odborník (* 22. října 1831)
- 15. března – Václav Kosmák, novinář a spisovatel (* 5. září 1843)
- 16. března – Josef Lev, operní pěvec, skladatel a pedagog (* 1. května 1832)
- 19. března – Hugo Toman, právník a historik (* 20. října 1838)
- 2. dubna – Adam Walach, slezský komunální politik a činovník evangelické církve (* 28. března 1835)
- 23. dubna – Josef Theumer, poslanec Českého zemského sněmu a Říšské rady (* 18. října 1823)
- 8. května – Gustav Wiedersperg, šlechtic a politik (* 10. března 1839)
- 15. května – Martin Kolář, pedagog, historik a heraldik (* 18. června 1836)
- 15. června – Karel Hlaváček, básník a výtvarník (* 24. srpna 1874)
- 3. července – Josef Dittrich, lékárník a politik (* 24. července 1818)
- 14. července – Emanuel Kovář, lingvista a etnograf (* 12. ledna 1861)
- 28. července – Leopold von Dittel, rakouský lékař moravského původu (* 29. května 1815)
- 25. srpna – František rytíř Stejskal, policejní prezident ve Vídni a v Praze (* 20. října 1829)
- 6. září – Jan Vašatý, politik (* 10. srpna 1836)
- 7. listopadu – Josef Baudiš, pedagog, matematik a fyzik (* 13. března 1825)
- 20. listopadu – Anton Tausche, zemědělský odborník a politik německé národnosti (* 27. července 1838)
- 1. prosince – Luděk Marold, malíř (* 7. srpna 1865)
- 19. prosince – Vilemína Josefina z Auerspergu, šlechtična a česká vlastenka (* 16. července 1826)
- 20. prosince – František Kytka, knihkupec a nakladatel (* 13. května 1845)
- 29. prosince – František Steiner, poslanec Českého zemského sněmu (* 19. května 1819)

### Svět

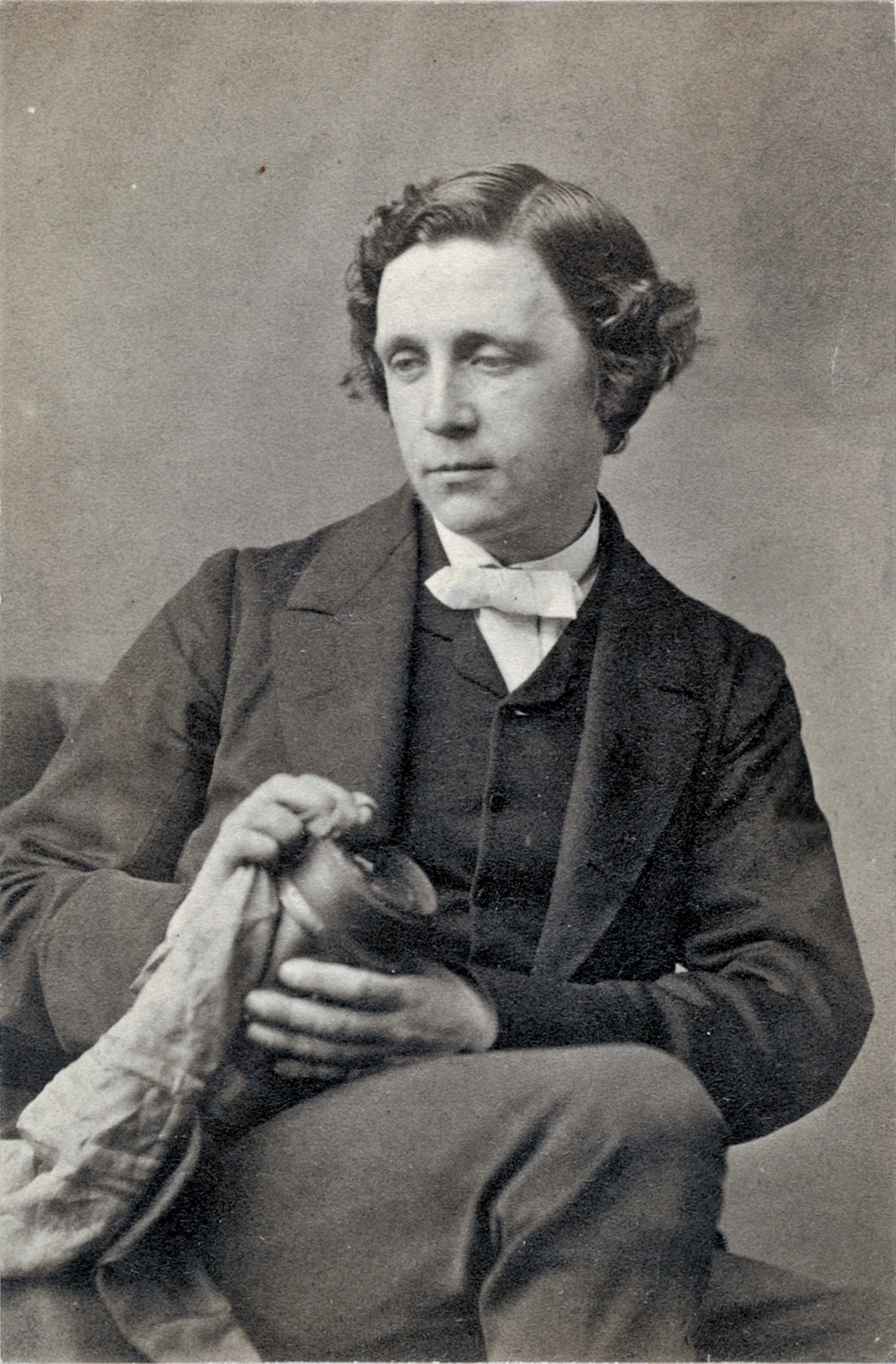
Lewis Carroll († 14. ledna)

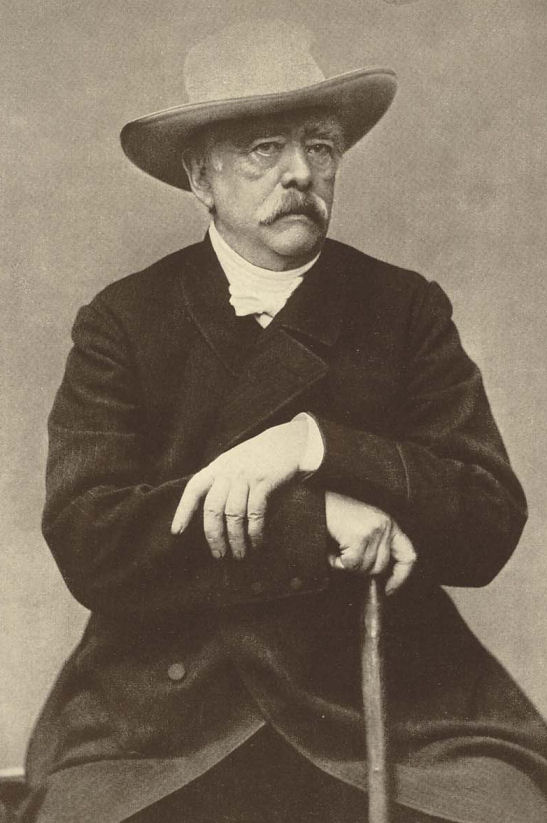
Otto von Bismarck († 30. července)

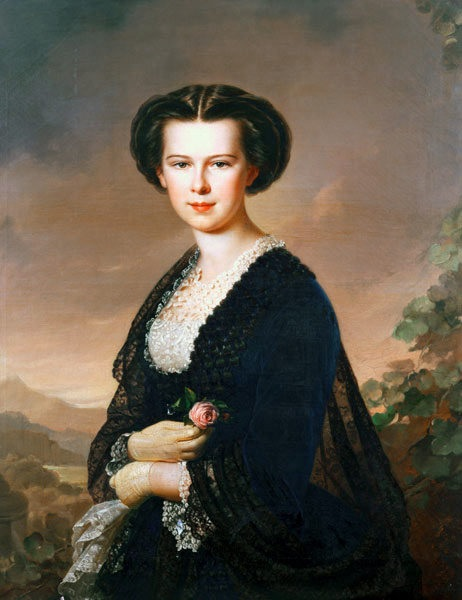
Alžběta Bavorská († 10. září)

- 14. ledna – Lewis Carroll, anglický spisovatel a matematik (* 27. ledna 1832)
- 30. ledna – Jules Péan, francouzský chirurg (* 29. listopadu 1830)
- 7. února – Adolfo Farsari, italský fotograf (* 11. února 1841)
- 13. února – Gustav Kálnoky, ministr zahraničí Rakouska-Uherska (* 28. prosince 1832)
- 25. února – Francis Frith, anglický krajinářský fotograf (* 31. října 1822)
- 7. března – Timoleon Filimon, řecký novinář, politik, intelektuál (* ? 1833)
- 10. března – George Müller, zakladatel sítě sirotčinců v Anglii (* 27. září 1805)
- 12. března – Johann Jakob Balmer, švýcarský matematik a fyzik (* 1. května 1825)
- 15. března – Henry Bessemer, anglický vynálezce (* 19. ledna 1813)
- 16. března – Aubrey Beardsley, anglický secesní kreslíř a ilustrátor (* 21. srpna 1872)
- 20. března – Ivan Ivanovič Šiškin, ruský malíř a grafik (* 25. ledna 1832)
- 31. března – Eleanor Marxová, marxistická spisovatelka, dcera Karla Marxe (* 16. ledna 1855)
- 1. dubna – Celso Golmayo y Zúpide, kubánský šachový mistr (* 24. dubna 1820)
- 7. dubna – Georg Dragendorff, německý chemik a profesor farmacie (* 8. dubna 1836)
- 10. dubna – Charles Yriarte, francouzský spisovatel a novinář (* 5. prosince 1823)
- 18. dubna – Gustave Moreau, francouzský malíř (* 6. dubna 1826)
- 21. dubna – Louis Théodore Gouvy, francouzský romantický skladatel (* 3. června 1819)
- 19. května – William Gladstone, britský premiér (* 29. prosince 1809)
- 24. května – Leopold Habsbursko-Lotrinský, rakouský arcivévoda, vnuk Leopolda II. (* 6. června 1823)
- 10. června – Tuone Udaina, poslední mluvčí dalmatštiny (* 1821)
- 25. června – Ferdinand Julius Cohn, německý biolog (* 24. leden 1828)
- 1. července – Siegfried Marcus, německý vynálezce a automobilový průkopník (* 18. září 1831)
- 9. července – Siegmund Conrad von Eybesfeld, předlitavský státní úředník a politik (* 11. srpna 1821)
- 28. července – Leopold von Dittel, rakouský lékař moravského původu, zakladatel urologie (* 29. května 1815)
- 29. července – John Alexander Reina Newlands, anglický analytický chemik (* 26. listopadu 1837)
- 30. července – Otto von Bismarck, německý kancléř (* 1815)
- 31. července – Alexander Moody-Stuart, skotský teolog (* 15. června 1809)
- 3. srpna – Charles Garnier, francouzský architekt (* 6. listopadu 1825)
- 8. srpna – Eugène Boudin, francouzský malíř (* 12. července 1824)
- 17. srpna – Carl Zeller, rakouský operetní skladatel (* 19. června 1842)
- 23. srpna – Félicien Rops, belgický malíř, litograf a karikaturista (* 7. července 1833)
- 30. srpna – Alan Rotherham, anglický ragbista (* 31. července 1862)
- 9. září – Stéphane Mallarmé, francouzský básník (* 18. března 1842)
- 10. září – Alžběta Bavorská (Sisi), bavorská princezna a po sňatku s Františkem Josefem rakouská císařovna (* 24. prosince 1837)
- 18. září – Émile Mayade, francouzský automobilový závodník (* 21. srpna 1853)
- 19. září – Albert Fernique, francouzský fotograf (* 30. června 1841)
- 20. září – Theodor Fontane, německý spisovatel (* 30. prosince 1819)
- 25. září – Louis Laurent Gabriel de Mortillet, francouzský geolog, paleontolog a archeolog (* 29. srpna 1821)
- 29. září – Luisa Hesensko-Kasselská, dánská královna (* 7. září 1817)
- 30. září – James Edward Tierney Aitchison, anglický lékař a botanik (* 28. října 1836)
- 6. října – Wilhelm Emil Fein, německý vynálezce (* 16. ledna 1842)
- 16. října – Louis Gallet, francouzský dramatik, libretista a spisovatel (* 14. února 1835)
- 24. října – Pierre Puvis de Chavannes, francouzský malíř (* 14. prosince 1824)
- 17. listopadu – Achille Costa, italský entomolog (* 10. srpna 1823)
- 26. listopadu – Hayranidil Kadınefendi, konkubína osmanského sultána Abdulazize (* 2. listopadu 1846)
- 28. listopadu – Conrad Ferdinand Meyer, švýcarský spisovatel a básník (* 11. října 1825)
- 29. listopadu – George Webb Medley, anglický šachový mistr a funkcionář (* 31. července 1826)
- 3. prosince – Augusta Württemberská, sasko-výmarsko-eisenašská princezna (* 4. října 1826)
- 6. prosince – Kateřina Frederika Württemberská, württemberská princezna (* 24. srpna 1821)
- 16. prosince – Pavel Treťjakov, ruský mecenáš, první ředitel Treťjakovské galerie (* 27. prosince 1832)
- 17. prosince
  - Ferdinand de Rothschild, rakouský baron, bankéř, sběratel umění a politik (* 17. prosince 1839)
  - Hermann Wilhelm Vogel, německý chemik a fotograf (* 26. března 1834)
- 18. prosince – Frederik Ferdinand Petersen, dánský fotograf (* 9. ledna 1815)
- 19. prosince – Vilemína Auerspergová, šlechtična z rodu Colloredo-Mansfeld (* 16. července 1826)
- 24. prosince – Svatý Šarbel Machlúf, kněz, asketa působící na Středním východě (* 8. května 1828)
- 25. prosince – Georges Rodenbach, belgický spisovatel (* 16. července 1855)
- ? – Jean de Tinan, francouzský spisovatel a novinář (* 19. ledna 1874)
- ? – Sergej Lvovič Levickij, ruský portrétní fotograf a vynálezce (* 1819)
- ? – Andreas Reiser, německý fotograf (* 1840)

## Hlavy států
- České království – František Josef I.
- Papež – Lev XIII.
- Království Velké Británie – Viktorie
- Francouzská republika – Félix Faure
- Uherské království – František Josef I.
- Rakouské císařství – František Josef I.
- Rusko – Mikuláš II.
- Prusko – Vilém II. Pruský
- Dánsko – Kristián IX.
- Švédsko – Oskar II.
- Belgie – Leopold II. Belgický
- Nizozemsko – Vilemína
- Řecko – Jiří I. Řecký
- Španělsko – Alfons XIII. Španělský
- Portugalsko – Karel I. Portugalský
- Itálie – Umberto I.
- Osmanská říše – Abdulhamid II.
- USA – William McKinley
- Japonsko – Meidži